# Ceropegia striata
Ceropegia striata är en oleanderväxtart som beskrevs av U. Meve och P. S. Masinde. Ceropegia striata ingår i släktet Ceropegia och familjen oleanderväxter. Inga underarter finns listade i Catalogue of Life.